# Toot & Puddle
Toot & Puddle är en kanadensisk tecknad TV-serie för barn, som har visats på SVT Barn. Serien är baserad på bilderböckerna av den amerikanska författaren Holly Hobbie. Toot och Puddle är två antropomorfa grisar som bor i en stuga i Kanada. Toot (i gul polotröja, med två rakt utstående öron) älskar att resa jorden runt och brukar i nästan varje avsnitt besöka något främmande land. Tibet, Schweiz, London, Paris, Kina, Brasilien, Påskön är bland hans resmål. Puddle (i svartvit-randig polotröja, med spetsen på ena örat nervikt) följer ibland med, men oftast stannar han hemma och får ett vykort från Toot. Bland deras andra vänner är också en papegoja som heter Tulpan (Tulip i original) och en sköldpadda som heter Otto.